# Howard Luck Gossage
Howard Luck Gossage (1917-1969) fue un publicista, creativo y redactor publicitario, innovador e iconoclasta, conocido por el sobrenombre de «El Sócrates de San Francisco». Su actividad se desarrolló durante la era reflejada en la serie Mad Men. Según su filosofía y en sus propias palabras, «El objeto de la publicidad no debe ser comunicarse con los consumidores o prospectos en absoluto, sino aterrorizar a los copywriters (redactores publicitarios) de la competencia».
Gossage fue en contra de las normas de la llamada publicidad científica, la corriente encabezada por Claude C. Hopkins, e introdujo técnicas tan novedosas en la práctica publicitaria que no fueron apreciadas hasta varias décadas después de su muerte.
También se le atribuye haber presentado al filósofo canadiense y teórico de la comunicación Marshall McLuhan a los líderes corporativos y de los medios, dándole fama y renombre general. Por otro lado, Gossage tomó parte activa en algunas de las primeras campañas ambientales en los EE. UU. con el Sierra Club y estuvo involucrado en la creación de la Red de Amigos de la Tierra a través de su amistad con David Brower.

## Trayectoria profesional
En 1957, los 36 años, cofundó la agencia de publicidad Wiener & Gossage junto a Stan Freberg y J. Joseph Weiner. En esta agencia, daba sus empleados tiempo libre para crear un ambiente de relajación, diversión y aprendizaje décadas antes de que las empresas comenzaran a pensar de esta manera. Además, entre el personal había una atípica mezcla de géneros y orígenes étnicos. Su sede estaba ubicada en una estación de bomberos remodelada en el antiguo vecindario de Barbary Shore, en San Francisco. El edificio se convertiría en un punto de encuentro para pensadores influyentes de la época, desde John Steinbeck hasta Buckminster Fuller, Tom Wolfe y Stan Freberg.
Debido a sus logros e influencia, Gossage figura en el puesto nº 23 de la lista de «Los 100 mejores profesionales de la historia de la publicidad» elaborada por la revista Advertising Age. En el sitio web de AdAge.com, se refieren a él como un «copywriter que influyó en los creadores de anuncios de todo el mundo».